# Raymond Meijs
Raymond Meijs, né le 13 mars 1968 à Fauquemont-sur-Gueule dans la province de Limbourg, est un coureur cycliste néerlandais, professionnel de 1992 à 2001.

## Biographie
Après avoir été champion du monde junior sur route en 1985, il commence sa carrière professionnelle en 1992 dans l'équipe Tulip Computers. Il a notamment remporté le Hel van het Mergelland à quatre reprises, ce qui en fait le recordman de la course en nombre de victoires. 

## Palmarès

### Palmarès par année
- 1985
  -  Champion du monde sur route juniors
  -  Champion des Pays-Bas sur route juniors
  - Dusika Jugend Tour :
    - Classement général
    - 1re et 4e étapes
- 1986
  - 2e du championnat des Pays-Bas sur route juniors
- 1987
  - Prologue du Tour de Suisse orientale (contre-la-montre par équipes)
  - 3e du Ronde van Oud-Vossemeer
- 1988
  - Drielandenomloop
  - 3e du Tour d'Overijssel
- 1989
  - Prologue A du Tour de Suisse orientale (contre-la-montre par équipes)
  - 1re étape du Tour de Liège
  - 2e de Romsée-Stavelot-Romsée
  - 2e du Tour de Liège
  - 2e du Drielandenomloop
- 1990
  - 2e étape de l'Étoile du Brabant
  - Hel van het Mergelland
  - 2e étape du Tour de Liège
  - 2e du Grand Prix de Waregem
  - 3e du Tour de Liège
  - 3e du Prix Fréquence-Nord
- 1991
  - Romsée-Stavelot-Romsée
  - Tour de Liège :
    - Classement général
    - 2ea étape

  - 7ea étape du Tour de Basse-Saxe
  - 3e du championnat des Pays-Bas sur route amateurs
- 1993
  - 2e du Grand Prix de Wallonie
- 1995
  - 2e du Tour de la Haute-Sambre
  - 3e du Grand Prix de la ville de Zottegem
- 1996
  - 3e du Hel van het Mergelland
- 1997
  - Hel van het Mergelland
  - Drielandenomloop
- 1998
  - Hel van het Mergelland
  - 3e de la Coupe Sels
  - 3e du Grand Prix Jef Scherens
- 1999
  - Hel van het Mergelland
  - Grand Prix de Hannut
  - 2e du Tour de Cologne
  - 3e du championnat des Pays-Bas sur route
- 2000
  - 2e de Groningue-Münster
- 2001
  - 2e d'À travers Gendringen
- 2002
  - Eurode Omloop
  - 2e du championnat des Pays-Bas des élites sans contrat

### Résultats sur les grands tours

#### Tour d'Italie
1 participation 
- 1992 : non-partant (11e étape)